# Abablemma
Abablemma é um gênero de traça pertencente à família Arctiidae.

## Espécies
- Abablemma bilineata (Barnes & McDunnough, 1916)
- Abablemma brimleyana (Dyar, 1914)
- Abablemma discipuncta (Hampson, 1910)
- Abablemma grandimacula (Schaus, 1911)
- Abablemma ulopus (Dyar, 1914)